# Dipartimento per gli affari regionali e le autonomie
Il Dipartimento per gli affari regionali e le autonomie della Presidenza del Consiglio dei ministri (DARA) è un organo del Governo italiano preposto al coordinamento dell'azione governativa per i rapporti tra lo Stato, le regioni e le autonomie locali.
A capo del dipartimento è attualmente posto il ministro senza portafoglio Roberto Calderoli, in carica dal 22 ottobre 2022.

## Storia
Le origini del Dipartimento per gli affari regionali possono essere fatte risalire al 1970, allorché il socialista Eugenio Gatto fu nominato Ministro per i problemi relativi all'attuazione delle regioni nel governo Rumor III, in contemporanea con l'attuazione dell'ordinamento regionale ordinario. Dal 1972 al 1976 l'incarico assunse la denominazione di Ministro per gli affari regionali; parallelamente, dal 1974 al 1983, all'interno della compagine di governo trovò spazio l'incarico di Ministro per l'organizzazione della pubblica amministrazione e per le Regioni, che attraeva a sé sia le competenze in materia di funzione pubblica che quelle in materia regionale.
Dal 1976 al 1980, peraltro, l'incarico di ministro per gli affari regionali non fu conferito; tuttavia, dal 1976 al 1979 il Ministro del bilancio e della programmazione economica Tommaso Morlino assunse altresì l'incarico di Ministro per le Regioni, mentre, nel biennio 1979-80, la materia regionale restò delegata al solo Ministro per l'organizzazione della pubblica amministrazione e per le Regioni.
Le competenze in tema di affari regionali tornarono ad essere specificatamente conferite a singoli ministri a partire dal 1980: in alcuni casi ad un ministro preposto unicamente alla materia degli affari regionali (1980-88, 1998-2006); in altri casi a ministri ai quali erano altresì conferite competenze relative ad ulteriori ambiti di governo (affari regionali e problemi istituzionali, 1988-1991; riforme istituzionali e affari regionali, 1991-92; coordinamento delle politiche comunitarie e affari regionali, 1992-94; funzione pubblica e affari regionali, 1994-98).
Fu poi istituito, nel 1990, il Dipartimento per gli affari regionali (DPCM 13 febbraio 1990, n. 113), incardinato presso la Presidenza del Consiglio; nel 2006 tale struttura organizzativa ha assunto la denominazione di Dipartimento per gli affari regionali e le autonomie locali.
Nel 2008 il dipartimento è stato posto alle dipendenze di un Ministro per i rapporti con le regioni, il quale avrebbe poi assunto le deleghe in materia di coesione territoriale facenti capo al Dipartimento per lo sviluppo e la coesione economica, allora incardinato presso il Ministero dello sviluppo economico.
Nel 2012 il governo Monti ha istituito il Dipartimento per gli affari regionali, il turismo e lo sport, affidato al ministro Piero Gnudi.
Dal 28 aprile 2013 le competenze del dipartimento sono state suddivise tra i ministri Graziano Delrio (affari regionali e autonomie) e Josefa Idem (sport). Dopo le dimissioni del ministro Idem, il Consiglio dei ministri ha assegnato anche le competenze dello sport al ministro Delrio. Fino al 20 ottobre 2013 il dipartimento era anche competente per le materie inerenti al turismo, delegate al ministro Massimo Bray.
Nel 2013 il governo Letta ha previsto che le competenze in materia di turismo vengano trasferite al Ministero dei Beni e delle Attività Culturali e del Turismo.
Nel 2016 il Dipartimento torna ad avere la storica denominazione con il DPCM 7 giugno 2016; con lo stesso decreto, l'Ufficio per lo Sport è diventato un ufficio autonomo, articolato in due servizi.

## Funzioni
Il Dipartimento è l'organo di cui la Presidenza del Consiglio dei ministri si avvale per il coordinamento dell'azione governativa in materia di rapporti con il sistema delle autonomie, per la promozione dello sviluppo e della collaborazione tra Stato, regioni ed autonomie locali, nonché per la promozione, anche nell'ambito degli appositi organi a composizione mista, delle attività necessarie per l'ordinato svolgimento dei rapporti tra Stato, regioni e autonomie locali, assicurando l'adeguato esercizio e coordinamento dei poteri e dei provvedimenti previsti per i casi di inerzia e di inadempienza.
Il Dipartimento cura i rapporti inerenti all'attività delle Regioni e delle Province autonome all'estero, l'attuazione degli statuti delle regioni e province a statuto speciale, i rapporti con le minoranze linguistiche, i problemi delle zone di confine e la promozione per la tutela delle zone montane.
Il Dipartimento assicura inoltre le funzioni di segreteria della Conferenza permanente per i rapporti tra lo Stato, le Regioni e le Province autonome di Trento e Bolzano e nell'esercizio di tali funzioni opera alle dipendenze funzionali e secondo gli indirizzi del presidente della Conferenza.

## Organizzazione
Capo Dipartimento
- Servizio per la gestione organizzativa e il personale

Ufficio I - Ufficio per le politiche urbane e della montagna, la modernizzazione istituzionale e l’attività internazionale delle autonomie regionali e locali:
- Servizio per la modernizzazione istituzionale e organizzativa del sistema delle autonomie
- Servizio per le politiche urbane e della montagna, di sviluppo locale e di sostegno alla marginalità territoriale
- Servizio per le attività internazionali del sistema delle autonomie territoriali

Ufficio II - Ufficio per le autonomie speciali e per l’esame di legittimità costituzionale della legislazione delle Regioni e delle Province autonome:
- Servizio per le politiche economiche e finanziarie
- Servizio per le politiche infrastrutturali
- Servizio per le politiche ordinamentali e gli statuti
- Servizio per le politiche socio-sanitarie e culturali

Ufficio III - Ufficio per il coordinamento delle attività della segreteria della Conferenza permanente per i rapporti tra lo Stato, le Regioni e le Province autonome di Trento e Bolzano:
- Servizio Riforme istituzionali, finanza pubblica e rapporti internazionali
- Servizio Sanità, lavoro e politiche sociali
- Servizio Attività produttive, infrastrutture e innovazione tecnologica
- Servizio Ambiente, territorio, istruzione e ricerca
- Servizio Politiche agricole e forestali

Ufficio IV - Ufficio per gli affari giuridici, le autonomie locali, le minoranze linguistiche e la comunicazione:
- Servizio per le autonomie locali e le minoranze linguistiche
- Servizio per gli affari giuridici e il contenzioso
- Servizio per la comunicazione

## Elenco dei ministri
L'elenco comprende il nominativo di tutti i ministri che hanno ricoperto la carica a far data dal 1970, col Governo Rumor III.